# أكمية دستيكانثا
أكمية دستيكانثا (الاسم العلمي: Aechmea distichantha)، أو نبات المزهرية البرازيلي، هي نبتة بروميلية موجودة بشكل معتاد في سيرادو في البرازيل، وموجودة أيضًا في شمال الأرجنتين، وبوليفيا، والباراغواي والأوروغواي. يستخدم هذا النبات بالعادة كنبات زينة.
وهنالك بعض الأنواع المعروفة منها:
1. أكمية دستيكانثا نوع دستيكانثا- البرازيل، الأرجنتين، الباراغواي، الأوروغواي.
2. أكمية دستيكانثا نوع غلازيوفي- جنوب شرق البرازيل.
3. أكمية دستيكانثا نوع شلامبيرغري- بووليفيا، البرازيل، الأرجنتين، الباراغواي.
4. أكمية دستيكانثا نوع فيرنيكوزا- ريو دي جانيرو في البرازيل.

## الأصناف
- أكمية 'كانتيكانثا'
- أكمية 'داوسن'
- أكمية 'دستيباشي'
- أكمية 'باسيفكا'
- زنيوميا 'فليم'

## معرض صور

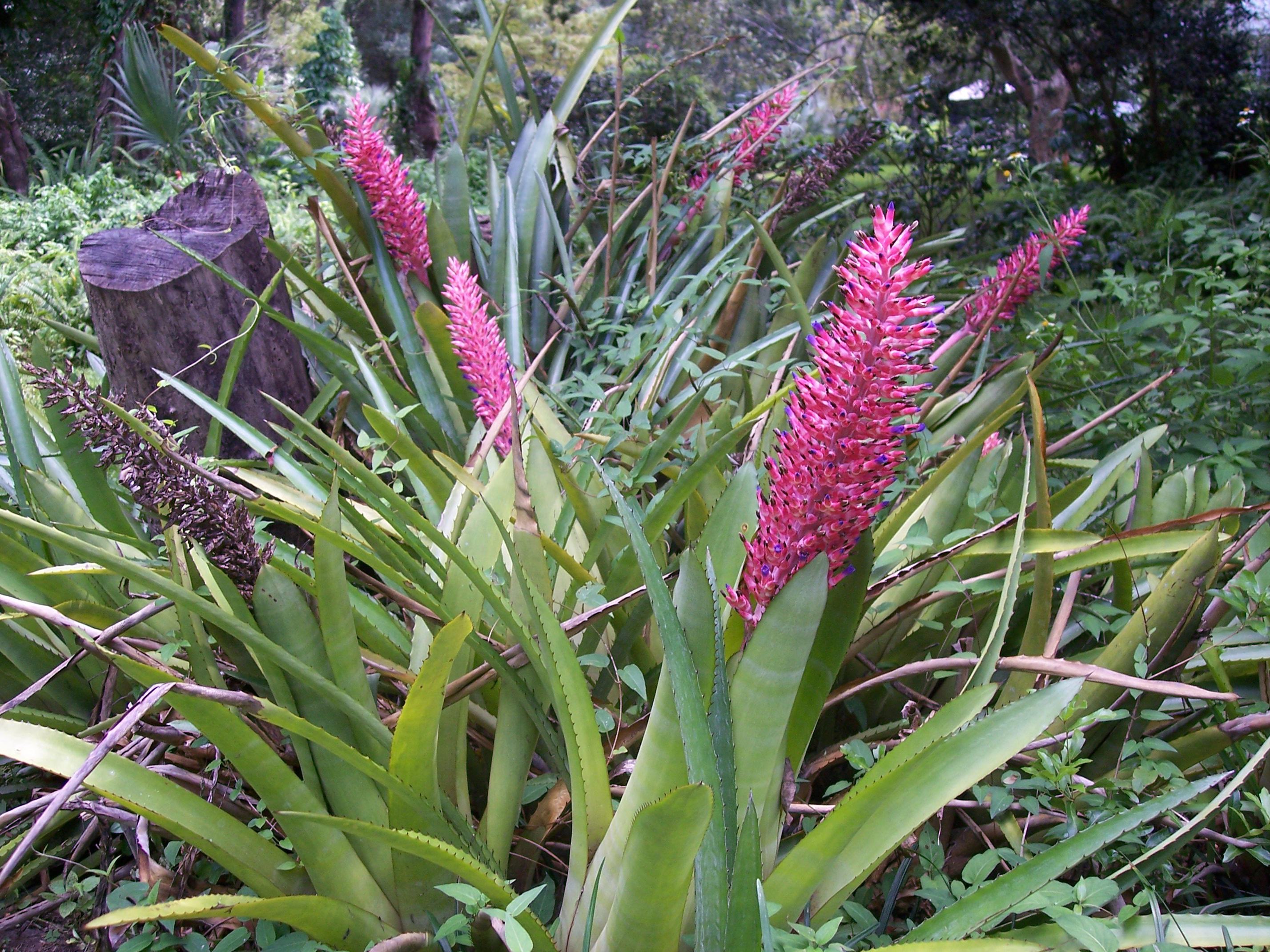
أكمية دستيكانثا مزهرة
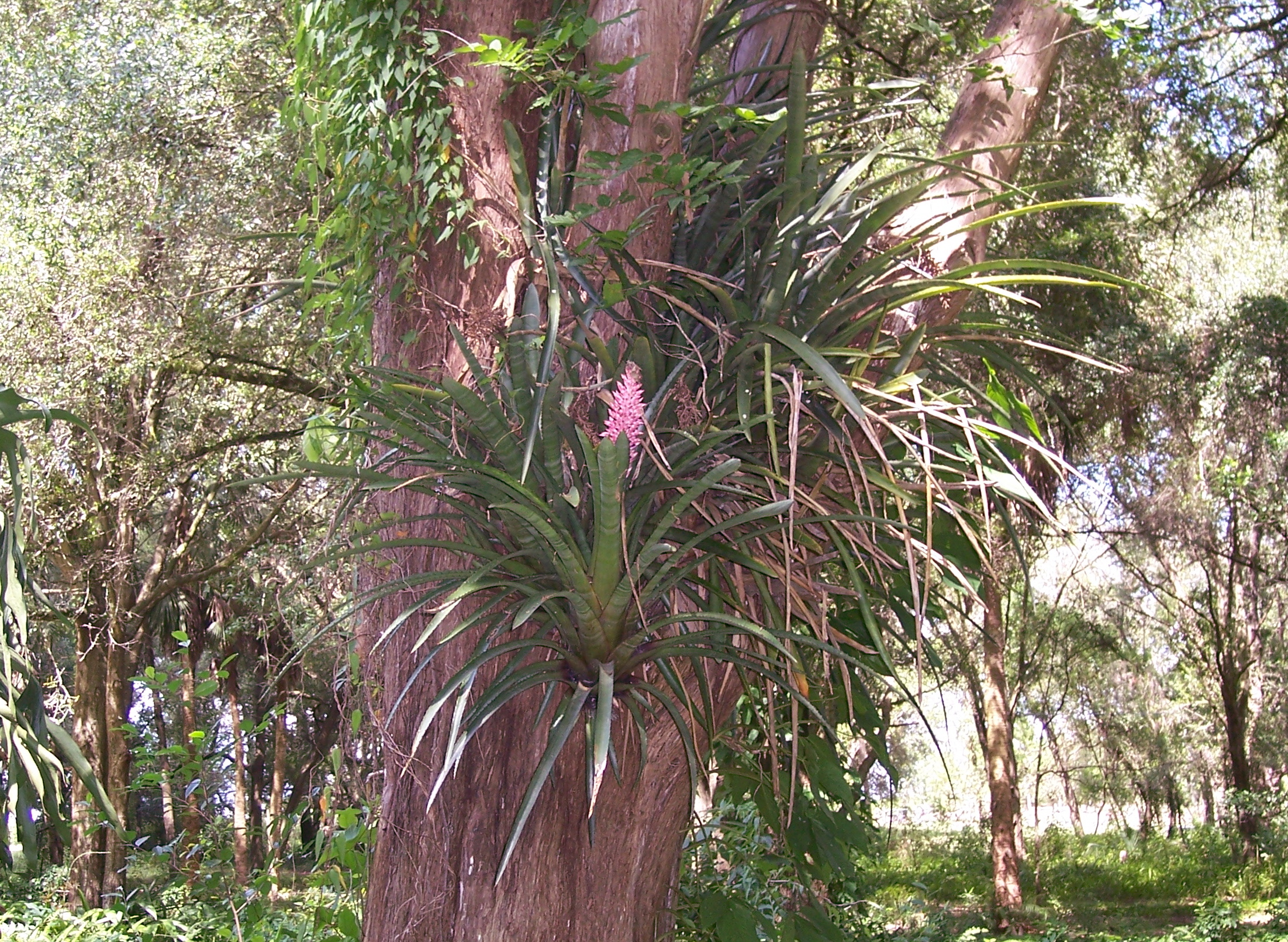
أكمية دستيكانثا كنبات هوائي